# Population urbaine

Chaque pays a sa propre définition statistique de ce qu’il convient de considérer comme une ville, et, partant de là, une population urbaine. Afin de produire des données statistiques au niveau international, il est nécessaire de s’entendre sur un noyau de définition unique de la population devant être considérée comme urbaine. Une population urbaine est donc une population dont la localité appartient à l’espace urbain

## Démographie

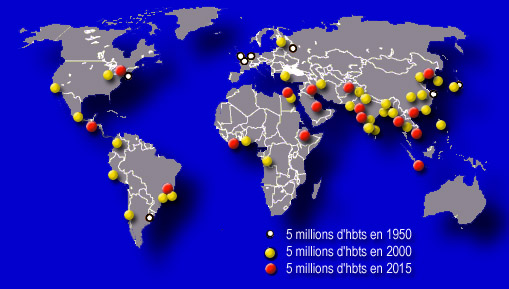
Les très grandes villes ont vu leur population fortement croître au XXe siècle, généralement non loin des océans, alors que l'exode rural augmentait également

L'Organisation des Nations unies estime en 1950 la population urbaine à 30 % de la population mondiale soit 746 millions d'habitants. En 2008, pour la première fois de l'histoire connue, plus de la moitié des humains résident en ville. En 2014, environ 54 % de la population mondiale vit en milieu urbain avec 3,9 milliards de citadins.

## La définition statistique de la Conférence de Prague (1966)
La Conférence de Prague de 1966 pose qu'un endroit qui respecte au moins un des critères suivants constitue une ville :
- un groupement d’habitations compact (dans lequel aucune habitation n’est distante des autres de plus de 200 m)
- ce groupement compte dans tous les cas au moins 10 000 habitants
- un nombre compris entre 2 000 et 10 000 à la condition que l’effectif vivant de l’agriculture ne dépasse pas les 25 %

## Critiques de cette définition
Cette définition formelle est certes très utile d’un point de vue statistique, mais elle ne fait évidemment pas l’unanimité parmi les géographes, tant la notion d’urbanité est éminemment complexe. L’analyse du fait urbain ne se limite en effet pas au seul critère de regroupement de la population ou de continuité du bâti, qui est un élément parmi bien d’autres à prendre en compte : on mentionne ainsi parfois le cas de certaines agglomérations africaines importantes à fonction exclusivement agricole, qui ne sont donc pas des villes à proprement parler.
La définition tente certes de tenir quelque peu compte de la structure économique liée aux groupements d’habitations, à savoir la nature agricole ou non.
Cela reste néanmoins insuffisant et la géographie urbaine retiendra généralement comme critères supplémentaires de l’urbanité :
- l’évolution de la population
- les modes de vie des habitants
- une aire d’influence économique, en particulier la capacité à pourvoir en biens et services rares une région environnante et celle de procurer des emplois aux « commuters »